# Музей краковской архиепископии
Архидиоцезальный музей имени кардинала Кароля Войтылы (пол. Muzeum Archidiecezjalne) — музей, находящийся в Кракове на улице Каноничная, 19-21. Назван именем архиепископа Кракова кардинала Кароля Войтылы.
Музей был основан в 1906 году по инициативе краковского архиепископа кардинала Яна Пузыни. Первоначально коллекция музея находилась в пределах Вавеля и долгое время находилась в стадии формирования полноценного музея. После смерти историка искусства и руководителя музея священника Тадеуша Крушинского в 1959 году собрание музея было размещено в бывшем августинском монастыре при церкви святой Екатерины Александрийской и Малгожаты на улице Августинской. Музей находился в этом помещении до 1994 года, когда его собрание стало размещаться в двух зданиях на улице Каноничной, одно из которых носит наименование «Дзеканский дом», а другое — «Дом святого Станислава».
Официальное торжественное открытие музея состоялось 5 мая 1994 года при участии краковского архиепископа Франтишка Махарского.
В настоящее время музей экспонирует произведения сакральной живописи, скульптуры и прикладного искусства XIII—XIX веков. Музей также организует временные выставки современного сакрального искусства.